# Fred Quimby
Frederick Clinton "Fred" Quimby (Minneapolis, 31 de julho de 1886 — Santa Monica, Los Angeles, 16 de setembro de 1965) foi um produtor de desenhos animados, famoso por produzir boa parte dos curtas-metragens cinematográficos de Os Sobrinhos do Capitão (The Captain Kids), Tom e Jerry, Droopy, Urso Barney, Esquilo Louco, George e Junior e os outros desenhos mais antigos da MGM.

## Carreira
Quimby saiu da MGM em 1955 para se reformar, após o lançamento da curta "Pecos Pest" de Tom and Jerry. e, depois do lançamento dessa curta, William Hanna e Joseph Barbera (criadores de Tom e Jerry) assumiram a produção de todos os desenhos do estúdio, mudando o formato dos desenhos para CinemaScope e também fizeram algumas curtas e adaptações para CinemaScope, com os personagens de Tex Avery (Droopy), que naquela época já não estava nos estúdio, nem ligado à animação. A MGM fechou seu departamento de animação, em 1958. Quimby foi quem pediu à dupla Hanna-Barbera (na altura William Hanna e Joseph Barbera) que criassem um curta-metragem animado, que foi batizado de Puss Gets the Boot, sobre um gato chamado Jasper (mais tarde, renomeado para Tom) e um rato chamado Jinx (mais tarde, batizado para Jerry). O desenho fez tanto sucesso que, Hanna e Barbera criaram mais 113 curtas-metragens sobre a dupla, todos dirigidos por eles mesmos.
Fred Quimby foi indicado a vários Oscares e Vildites, por seu trabalho como produtor de curtas na MGM, ganhando alguns troféus. Alguns anos, antes do seu falecimento, Fred Quimby chegou a visitar as instalações dos estúdios da dupla Hanna-Barbera.
Morreu em Santa Monica, Califórnia em 1965.